# Skövde AIK
Le Skövde AIK est un club suédois de football basé à Skövde.
Le club a passé 14 saisons en deuxième division, la dernière en 1995.

## Historique
- 1919 : fondation du club

## Ancien joueurs
- Teitur Thórdarson